# Хоругва Збаража
Хору́гва Зба́ража— офіційний символ міста. Затверджена сесією міської ради Збаража 6 травня 1996 року.
Автором проекту прапора є А. Ґречило.

## Опис
Являє собою прямокутне полотнище зі співвідношенням сторін 1:1, на синьому тлі — білий (Юріївський) хрест, по периметру прапор має лиштву із жовтих та синіх трикутників (ширина лиштви 1/8 ширини хоругви).